# Wólka Kuligowska
Wólka Kuligowska – wieś w Polsce położona w województwie łódzkim, w powiecie opoczyńskim, w gminie Poświętne.
W latach 1975–1998 miejscowość administracyjnie należała do województwa piotrkowskiego.
Wierni kościoła rzymskokatolickiego należą do parafii św. Filipa Neri i św. Jana Chrzciciela w Studziannie.